# Sony Spin
Sony Spin fue un canal de televisión por suscripción latinoamericano, propiedad de Sony Pictures Entertainment, lanzado el 1 de mayo de 2011 en reemplazo de Animax. Emitía series y películas en imagen real, enfocado a un público de entre 14 y 27 años. El canal fue descontinuado el 31 de julio de 2014 por baja audiencia.

## Historia
En 2009, el canal Animax empezó a agregar a su grilla de programación series de libre acción no relacionadas al anime. A partir de noviembre del mismo año, más series de este tipo se incorporaron dentro del canal hasta 2010, año en que la mayoría de la programación animada del canal fue retirada.
En marzo de 2010, Sony Pictures Television anunció el relanzamiento de Animax a nivel mundial, que había sido renovado para enfocarse sobre un target juvenil más amplio. El lanzamiento del nuevo Animax pretendía capturar a la audiencia juvenil global de 14 a 29. El 15 de septiembre de 2010, la vicepresidenta de Sony Pictures Entertainment Networks Latin America, Klaudia Bermúdez Key, anunció el lanzamiento de Sony Spin como reemplazo de Animax a partir de mayo de 2011, como parte del nuevo enfoque de la cadena hacia el público "juvenil". Según T.C. Schultz, VP ejecutivo de Canales Internacionales para Latinoamérica y Brasil de Sony Pictures Television, la decisión de eliminar Animax en la región y sustituirlo por Sony Spin, se debió a que el nicho de los seguidores del anime en Latinoamérica era muy reducido.
Durante sus primeros años, Sony Spin emitió diversas series de libre acción, telerrealidad, conciertos, producciones originales, películas y anime (siendo este último bloque retirado en marzo de 2012). En 2013, debido a la poca aceptación que tuvo la programación inicial, el canal reestructuró su programación con telenovelas latinoamericanas, series y películas estadounidenses de las décadas de 1990 y 2000.
Sony Spin cesó sus transmisiones el 1 de julio de 2014 en Sudamérica y Brasil y el 31 de julio de 2014 para México, Centroamérica y el Caribe, después de tres años debido a baja audiencia.